# أفلنتس
أفِلِّنْتِس هو جنس من كاسيات البذور ذو نوع واحد متوطن في منطقة غرب البحر الأبيض المتوسط، من الفصيلة الهليونية.